# Külső-Ferencváros
Külső-Ferencváros est un quartier de Budapest, situé dans le 9e arrondissement. Il a été créé en décembre 2012.

## Organisation
Il comprend notamment l'ancien quartier de József Attila lakótelep.